# Pielomastax tenuicerca
Pielomastax tenuicerca är en insektsart som beskrevs av Wei Ying Hsia och Xiangwei Liu 1989. Pielomastax tenuicerca ingår i släktet Pielomastax och familjen Episactidae. Inga underarter finns listade i Catalogue of Life.